# Velodromo di Izu
Il velodromo di Izu (伊豆ベロドローム?, Izu Berodorōmu) è un velodromo situato nel città di Izu, nella prefettura di Shizuoka. La struttura è parte integrante del Japan Cycle Sports Center.

## Storia
I lavori di costruzione dell'impianto sono iniziati nel maggio 2010. La cerimonia di completamento dei lavori si è svolta il 29 settembre 2011, alla presenza dell'allora presidente della Federazione Ciclistica Giapponese Koichi Nakano. Il successivo 1º ottobre il velodromo è stato ufficialmente inaugurato. Nel 2016, dal 19 al 30 gennaio, l'impianto ha ospitato le gare dei Campionati asiatici di ciclismo su strada e su pista.
Dopo uno slittamento di un anno a causa della pandemia di COVID-19, tra il 2 e l'8 agosto 2021 il velodromo ha ospitato le competizioni di ciclismo su pista dei Giochi della XXXII Olimpiade. Dal 25 al 28 agosto hanno invece avuto luogo le gare di ciclismo su pista paralimpico dei XVI Giochi paralimpici estivi.

## Caratteristiche
L'edificio è alto 27 metri, lungo 119 metri e largo 93 metri. La pista, rivestita in pino siberiano proveniente dalla Germania, è lunga 250 metri e larga 7,6 metri, con un angolo di inclinazione massimo di 45°. Il velodromo è classificato dall'Unione Ciclistica Internazionale come "categoria 1", in grado quindi di ospitare competizioni internazionali. Normalmente la struttura ha una capienza di 3 000 spettatori, di cui 1 800 in posti fissi e 1 200 in posti temporanei. Durante i giochi olimpici la capienza massima sarà di 3 600 spettatori.